# Pablo Aguilar Bermúdez
Pablo Aguilar Bermúdez (Granada, 9 de febrero de 1989) es un jugador de baloncesto español, que actualmente se encuentra sin equipo. Con 2,03 metros de altura, juega de ala-pívot.

## Trayectoria
Aguilar se formó en las categorías inferiores del Real Madrid. La temporada 2005-06 disputó el Circuito Sub-20 de la ACB. La temporada siguiente jugó en el equipo del Real Madrid en la LEB-2, aunque disputó algunos partidos con el primer equipo, debutando en la ACB frente al Unicaja Málaga el 30 de septiembre de 2006, y en la Copa ULEB. La temporada siguiente alternó el equipo filial, entonces en la LEB Bronce con el primer equipo, y llegó a debutar en la Euroliga; con el equipo Sub-20 ganó el Campeonato de España y fue nombrado MVP de la final.
Al finalizar la temporada en 2008 fichó por el Club Baloncesto Granada, jugando con el n.º 13 en su camiseta. El mes de marzo, el ala-pívot español aceptó la invitación para acudir al Reebok Eurocamp '09, un campus de verano organizado por la marca deportiva en Treviso entre el 6 y el 8 de junio de 2009. Esa temporada Aguilar recibió el Premio Granada Joven en la categoría de Deportes en su décima edición, otorgado por el Instituto Andaluz de la Juventud, por «su brillante carrera deportiva, su talento, proyección de futuro y su pasión por Granada, que le convierten en un referente de la sociedad». También recibió el Premio José Carlos Avivar otorgado por la Peña Frente Nazarí. Esa misma temporada 2008-09 fue uno de los nominados para ganar el premio al Jugador revelación de la temporada en la ACB. Finalmente terminó con 55 votos, siendo el jugador más votado por los aficionados, y empatado en el segundo puesto con el base Sergio Llull, y por detrás del ganador del trofeo Brad Oleson. En el Reebok Eurocamp '09 le fue concedido el Premio a la Deportividad Mark Osowski que otorga la organización del evento.
El 7 de julio de 2010, de manos de José Torres Hurtado, alcalde del Ayuntamiento de Granada, recibe en el Salón de Plenos del Consistorio el título que le acredita como Embajador honorífico de la ciudad de Granada «en reconocimiento a su trayectoria deportiva y por su buen hacer en difusión de la imagen de nuestra ciudad, con los derechos y obligaciones que de tal nombramiento se derivan».
El verano de 2010 viajó a los Estados Unidos para entrenar con varias franquicias de la NBA y realizar algunos workouts, como con los Phoenix Suns, los Minnesota Timberwolves, New Jersey Nets, Miami Heat o Los Angeles Clippers. Tras haberse presentado al Draft de la NBA de 2010, finalmente decidió retirarse del mismo.
El 29 de junio de 2010 se hizo pública la compra de los derechos del jugador por parte del Real Madrid por 340.000 euros, empleando una opción que se reservó el club madrileño cuando traspasó a Aguilar al CB.Granada.
Sergio Scariolo, seleccionador nacional de baloncesto, incluyó al granadino en la lista de 24 jugadores para formar parte de la selección española en el Campeonato del Mundo de Turquía 2010, aunque finalmente fue descartado para la competición oficial por lesión.
El 27 de agosto de 2010, se hace oficial su cesión por una temporada al CAI Zaragoza, luciendo el n.º 34 en el dorsal de su camiseta. 
El 27 de mayo de 2011 el Real Madrid realiza el traspaso definitivo al Basket Cai Zaragoza que acepta, y ficha al jugador por tres temporadas.
Las lesiones sufridas en la temporada 2010/11, le impidieron realizar su partido número 100; en la temporada 2011/12, al no jugarse el partido programado en la primera jornada con Blancos de Rueda Valladolid, que por imperativos legales se suspendió, alcanza dicha marca en la segunda jornada, con su participación en el partido jugado en la cancha del Valencia Basket.
Al margen de su trayectoria deportiva, se puede indicar que en junio de 2010 obtiene el título académico de técnico superior en higiene bucodental en el CES Ramón y Cajal de Granada (promoción 2008-2010).[cita requerida]
El 2 de julio de 2013 el Club Valencia Basket llega a un acuerdo con el ala-pívot procedente del CAI Zaragoza para que forme parte de su equipo las próximas dos temporadas más una opción prorrogable por un año.
El 7 de julio de 2015, el Herbalife Gran Canaria ha hecho oficial su primer fichaje para la próxima temporada, el ala-pívot Pablo Aguilar, que firma por dos años con el conjunto amarillo.
Aguilar ya es el décimo español en debutar en las Ligas de Verano de la NBA, el 12 de julio de 2015, se estrenó con los Dallas Mavericks, disputando más de 9 minutos en partido contra los New Orleans Pelicans.
El 24 de septiembre de 2016, el Herbalife Gran Canaria obtuvo en Vitoria el primer título de su historia, al ganar la Supercopa de España de Baloncesto 2016, después de brillantes victorias en la semifinal ante el anfitrión, el Saski Baskonia, y en la final (79-59) ante el último campeón, el FC Barcelona Lassa.
Pablo, jugó su partido número 300 en la máxima categoría del baloncesto nacional en la jornada del domingo de 21 de enero de 2018, frente al Unicaja Málaga (Herbalife Gran Canaria), dándose la coincidencia de que debutó en la ACB frente al Unicaja Málaga el 30 de septiembre de 2006.
En agosto de 2018 firmó por dos temporadas con el KK Cedevita de la A1 Liga croata, entrenado por el también español Sito Alonso. Tras la destitución de Sito Alonso, y varios directivos, Pablo, decidió rescindir su contrato con el club de Zagreb-Cedevita, firmando en noviembre de 2018, un nuevo contrato por lo que resta de temporada y otra más, con el Pallacanestro Reggiana italiano, también conocido como Grissin Bon Reggio Emilia. En el equipo italiano coincidirá con el también español Pedro Llompart.
En la temporada 2018/19 estuvo en el baloncesto italiano en las filas del Pallacanestro Reggiana.
Durante la temporada 2019/20 Aguilar intentó comenzar la temporada con el Iberostar Tenerife, pero al final no llegó ni a debutar con los insulares por sus problemas de muñeca. 
En febrero de 2020 se compromete con el Kawasaki Brave Thunders de la B.League japonesa. Solo pudo jugar un partido con dicho equipo debido a la finalización prematura de la competición por la COVID-19 En junio del mismo año fue fichado por el San Pablo Burgos para disputar la fase final de la Liga ACB, ocupando el lugar del norteamericano Earl Clark, que acordó rescindir su contrato al no poder volver de Estados Unidos por las restricciones y cuarentenas debidas a la citada enfermedad.
El 23 de junio de 2023 se marcha a Japón a firmar por el Rizing Zephyr Fukuoka de la B.League. Tras dos temporadas, el 21 de marzo de 2025, finalizó su contrato con el equipo japonés.

## Selección nacional

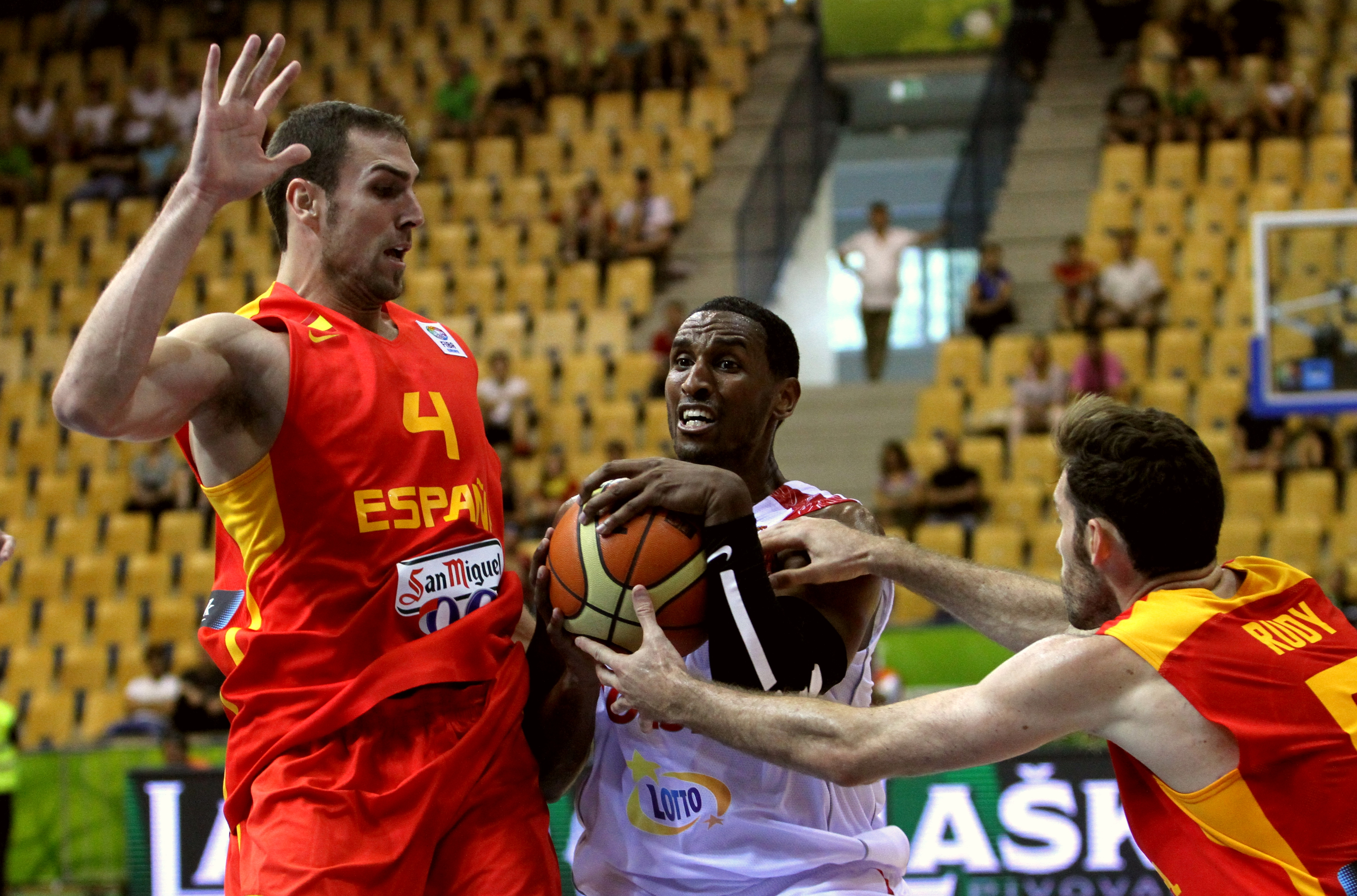

Ha sido internacional con todas las categorías inferiores de la selección española. En categoría Sub-16 ganó la medalla de bronce en el Europeo Sub-16 de 2005 disputado en León (España). En categoría Sub-18 logró la medalla de bronce en el Europeo de 2006 celebrado en Amaliada (Grecia) y un quinto puesto en el Europeo de 2007 celebrado en Madrid. En categoría Sub-20, siendo seleccionador Gustavo Aranzana, ganó otro bronce en el Europeo Sub-20 de 2008 disputado en Riga (Letonia) del 1 al 10 de agosto, y repitió bronce en el Europeo Sub-20 de 2009 celebrado en Rodas (Grecia).
En junio de 2010, fue incluido en la lista de 24 jugadores facilitada por la Federación Española de Baloncesto a la FIBA para integrar la Selección de baloncesto de España en el Campeonato Mundial de Baloncesto de 2010. El seleccionador español, Sergio Scariolo, lo incluyó en la lista de 15 jugadores que se concentrarían en Las Palmas previamente al campeonato.
En junio de 2012, Sergio Scariolo, seleccionador nacional de baloncesto de España, le incluye en la lista de los jugadores que formara parte del equipo 'B' para los juegos olímpicos de Londres en el verano de 2012
El miércoles 11 de junio de 2013, Juan Antonio Orenga, seleccionador español de baloncesto, proporciona la lista de los doce jugadores seleccionados, en donde se incluye la presencia de Pablo Aguilar, para el XXXVIII Campeonato Europeo de Baloncesto Masculino de 2013 -Eurobasket 2013- a celebrar en Eslovenia entre el 4 y el 22 de septiembre de 2013. En donde se obtiene la medalla de bronce.
En julio de 2015, el seleccionador nacional de baloncesto de España, Sergio Scariolo, realiza la preselección de 17 jugadores para disputar el Campeonato Europeo de Baloncesto Masculino de 2015 o Eurobasket 2015 en septiembre de 2015. Realizado el descarte los elegidos son: Sergio Rodríguez, Sergio Llull, Guillem Vives, Rudy Fernández, Fernando San Emeterio, Pau Ribas, Víctor Claver, Pau Gasol, Felipe Reyes, Niko Mirotic, Willy Hernangómez, y Pablo Aguilar. Disputado el Campeonato, la selección absoluta de baloncesto obtiene la medalla de oro.
El 2 de junio de 2016, Sergio Scariolo facilita una primera lista de 24 jugadores previa a la convocatoria para los Juegos Olímpicos de Río 2016, estando Pablo entre los convocados como Ala-Pívot.
Sergio Scariolo, el 11 de junio de 2016, decide realizar el primer descarte de jugadores de entre los preseleccionados para los juegos olímpicos de 2016: Guillem Vives (Valencia), Dani Díez (Unicaja), Alberto Abalde (Joventut) y Pablo Aguilar (Gran Canaria).
El 16 de febrero de 2018, Sergio Scariolo seleccionador nacional de baloncesto de España, dio a conocer su lista de los 16 jugadores para la próxima convocatoria dentro de la fase de clasificación para la Copa del Mundo de 2019, en la que España se medirá a Bielorrusia (23 de febrero, Minsk) y Montenegro (26 de febrero, Zaragoza) en la que Pablo Aguilar aparece como cocapitán.
Sergio Scariolo, seleccionador nacional de baloncesto de España, dio a conocer públicamente, el 9 de julio de 2019, una primera lista de 16 convocados de la selección española para el Mundial de China 2019, entre los escogidos se encuentra Pablo, jugadores que deben iniciar la concentración el próximo 24 de julio de 2019 en Madrid.

### Medallero

#### Selección categorías inferiores (Júnior)
- Medalla de Bronce en el Europeo Sub-16 (2005). León /  España.
- Medalla de Bronce en el Europeo Sub-18 (2006). Amaliada  Grecia.
- Medalla de Bronce en el Europeo Sub-20 (2008). Riga  Letonia.
- Medalla de Bronce en el Europeo Sub-20 (2009). Rodas  Grecia.

#### Selección absoluta
- Medalla de Bronce en el Eurobasket 2013 en Eslovenia.
- Medalla de Oro en el Eurobasket 2015 de Francia.

## Palmarés
| Título                        | Club                   | País   | Año       |
| ----------------------------- | ---------------------- | ------ | --------- |
| Subcampeón de la Copa del Rey | Real Madrid            | España | 2007      |
| Copa ULEB                     | Real Madrid            | España | 2006-2007 |
| Liga ACB                      | Real Madrid            | España | 2006-2007 |
| Campeonato de España Sub-20   | Real Madrid            | España | 2007-2008 |
| Eurocup                       | Valencia Basket        | España | 2013-2014 |
| Subcampeón de la Copa del Rey | Herbalife Gran Canaria | España | 2016      |
| Supercopa de España           | Herbalife Gran Canaria | España | 2016      |